# Италианска футболна конфедерация
Италианската футболна конфедерация (на италиански: Confederazione Calcistica Italiana, CCI) е създадена през юли 1921 г. след отделяне от ИФФ под натиска на големите клубове в Италия.
Поради тази причина през сезон 1921-22 в италианския футбол има две първенства (на ИФК и ИФФ), но след т. нар. „Компромис Коломбо“ на 26 юни 1922 г. двете федерации отново се обединяват и след по-малко от десетилетие в Италия вече има единно първенство, съставено само от една група (без областни дивизии), наречено Серия А.